# カホオラウェ島
カホオラウェ島（ハワイ語: Kaho‘olawe、ハワイ語の発音はカホオラヴェ、カホオラウェは英語化読み）はハワイ諸島に含まれる島のひとつである。

## 概要
カホオラウェ島はマウイ島の沖合13km程にある。面積は約116km2であり、ハワイ諸島の主要8島では最も小さい。900年ほど前からハワイ人が住んだ島であるが、乾燥がひどく、農作物が生育しにくかったといわれる。
統一ハワイ王朝が成立する頃には度重なる戦争の影響で島の土地が荒廃し、殆ど無人の島となった。カメハメハ3世はこの島を流刑地として使用した。
20世紀に入るとハワイ自治政府はカホオラウェ島を森林保護区として、自然を回復させようとした。しかしすぐにこの島はアメリカ人の資本家に貸与され、牧場に転用される。ところがこの島には干魃が定期的にやって来るので、結局は牧場も撤退してしまった。やがて太平洋戦争が勃発。カホオラウェ島は米軍の演習地として接収された。米軍はこの島を上陸作戦の演習場として使用。朝鮮戦争・ベトナム戦争時には戦闘爆撃機による対地攻撃の演習場となった。1965年にはTNT500tによる模擬核実験セーラーハット作戦（Operation Sailor Hat）が行われた。
1976年、先住ハワイ人たちの間でカホオラウェ島を取り戻そうという動きが始まる。その結果、1991年に米軍の演習が終了。1993年に島はハワイ州政府に返還され、また同州政府はカホオラヴェ島保護区委員会 (Kahoolawe Island Reserve Commission、略名KIRC) を設立した。その後1995年12月に島全体が「先住ハワイ人の文化的、精神的及び自給自足活動目的のみ使用される」ことがKIRCでの話し合いを通して合意され、この島での営利活動は一切禁じられた。
現在もカホオラウェ島では演習の残骸除去と植生の回復活動が行われているが、軍隊の演習に使われたためまだ多数の不発弾などが残っている。しかし既に先住ハワイ人の活動家の中にはこの島に居を構えている者も存在している。

## 航海術との関わり
郷土史研究家たちによる近年の研究では、この島には航海カヌーを操る航法師たちの訓練施設があったのではないかとも考えられている。実際、ラナイ島とカホオラウェ島の間の海峡は「タヒチへの途」（ケアライカヒキ）と呼ばれている。1977年にはホクレアによって、この海峡から進発してタヒチへの航路に乗れるかどうかを検証する実験航海も行われた。
2004年10月、ハワイ諸島に伝統的な航海術（スター・ナヴィゲーション）が復活する礎を築いたミクロネシア連邦の航海者マウ・ピアイルック（「パパ・マウ」と呼ばれる）はこの島に教え子たちを集め、以後ハワイ諸島から遠洋航海に出発する際には必ずこの島で先祖に祈りを捧げるよう授戒した。
ちなみに、2007年に日本まで航海したオアフ島の航海カヌー「ホクレア」のクルーの中で全航程に搭乗したアトウッド・マカナニは現在この島に住み、環境回復活動に従事している。

## ツアモツ諸島の石斧
「サイエンス」誌の2007年9月28日号に掲載されたKenneth D. CollersonとMarshall I. Weislerの論文「Stone Adze Compositions and the Extent of Ancient Polynesian Voyaging and Trade」によると、ツアモツ諸島で収集された古代の石斧のうち少なくとも一つは、カホオラウェ島の西側、ケアライカヒキ海峡に面した地域の火成岩を用いているとのことである。これはすなわち、古代にはタヒチやマルケサス諸島からハワイに向けての航海だけでなく、ハワイ諸島から現在の仏領ポリネシアへの航海も行われていたという証拠であるとともに、カホオラウェ島やケアライカヒキ海峡とタヒチ航路の結びつきをも示唆するものである。